# In Old Tennessee
In Old Tennessee est un film muet américain réalisé par Otis Turner et sorti en 1912.

## Fiche technique
- Titre : In Old Tennessee
- Réalisation : Otis Turner
- Scénario : King Baggot
- Producteur : Carl Laemmle
- Société de production : Independent Moving Picture Company
- Pays d'origine :  États-Unis
- Langue : film muet avec les intertitres en anglais
- Format : * Format : Noir et blanc — 35 mm — 1,33:1 — Muet
- Genre : Film dramatique
- Durée :
- Dates de sortie : 
  -  États-Unis : 15 août 1912

## Distribution
- King Baggot : Jim Howard
- Jane Fearnley : Nell Gwinn
- Joe Moore : Joe
- William Robert Daly
- William E. Shay
- Violet Horner